# Petrus Cornelius Pelser
Pour les articles homonymes, voir Pelser.
Petrus (Peet) Cornelius Pelser (né le 28 février 1907 à Reddersburg dans la colonie de la rivière Orange et mort le 24 décembre 1974 à Klerksdorp, province du Transvaal en Afrique du Sud) est un avocat et un homme politique sud-africain, membre du parti national, membre du parlement pour la circonscription de Klerksdorp (1953-1974), ministre de la justice et des prisons de septembre 1966 à avril 1974.

## Biographie
Diplômé en droit à l'université du Witwatersrand (1936), Peet Pelser est entré dans la carrière publique sud-africaine au département des Mines (1925-37) puis a travaillé au département du commerce et de l'industrie (1937- 43). Avocat à Klerksdorp de 1943 à 1949, il est élu conseiller provincial en 1950 puis est élu au parlement lors des élections générales sud-africaines de 1953. Trois ans plus tard, en 1956, il est élu vice-président de la chambre de l'assemblée du parlement. 
Le 14 septembre 1966, P.C. Pelser est nommé ministre de la justice et en 1967 ministre de la justice et des prisons dans le gouvernement Vorster. 
Il se retire de la vie politique en avril 1974 et meurt quelques mois plus tard en décembre 1974. 
L'aérodrome de Klerksdorp a été baptisé PC Pelser Airport en son honneur. 

## Vie privée
P.C. Pelser s'est marié en 1934 à Magrieta Isabella Blignaut, et a eu 5 enfants.

## Sources
- Africa Year Book and Who's who, Africa Journal Limited, 1977, p. 1304
- Ellison Kahn, Law, life, and laughter: legal anecdotes and portraits, ed. Juta, 1991, p. 197
- South Africa, a visual history, 1975, Visual Publications, 1976, p. 6